# Stalinova dača
Stalinova dača (rusky Дача Сталина) nebo také Kuncevská dača (rusky Ку́нцевская дача) či Blízká dača (rusky Ближняя дача) byla osobní rezidencí sovětského vůdce Josifa Vissarionoviče Stalina poblíž bývalého města Kuncevo (tehdy Moskevská oblast, nyní součást moskevské čtvrti Fili), kde žil poslední dvě desetiletí, a kde 5. března 1953 zemřel. Dača se nachází uvnitř lesa nedaleko Parku Vítězství.
Stalinova dača byla postavena v letech 1933 - 1934 podle návrhů sovětského architekta Mirona Meržanova. K původní budově bylo v roce 1943 přistavěno ještě jedno patro. Stalin žil v Kuncevu během druhé světové války a hostil zde tak významné hosty jako Winston Churchill a Mao Ce-tung.

## Popis
Dača se nachází v srdci hustě zalesněného březového lesa a její obranu zahrnoval plot s dvojitým obvodem, maskovaná 30 milimetrová protiletadlová děla a bezpečnostní síly v rozsahu tří set příslušníků speciálních jednotek NKVD. V zahradě se pěstovaly citroníky, jabloně či růže, dále se zde nacházelo malé jezírko a záhon melounů, které Stalin pěstoval. Bylo zde také sportoviště na hraní gorodky.
Při vstupu do areálu byla hala se dvěma šatnami. Vlevo byly dveře do Stalinovy osobní pracovny, kde trávil většinu dne. Přímo vpředu se pak nacházely dveře do velké jídelny, zatímco vpravo byla dlouhá úzká chodba. Obdélníkové jídelně dominoval dlouhý leštěný stůl a podlaha pokrytá růžovými koberci. Byla vyzdobena obrazy Vladimíra Iljiče Lenina a spisovatele Maxima Gorkého. Právě v této místnosti Stalin vítal sovětské politbyro či zde činil důležitá rozhodnutí. „Téměř neviditelné“ dveře umístěné na straně jídelny vedly do Stalinovy ložnice a do kuchyně. Na levé straně budovy byla Stalinova osobní pracovna s jeho velkým stolem a rádiem, které bylo darem od Winstona Churchilla (když v srpnu 1942 poprvé navštívil Moskvu) a pohovka. Stalin raději spal na této pohovce, na místo své ložnice. Koupelna se nacházela vedle pracovny. 

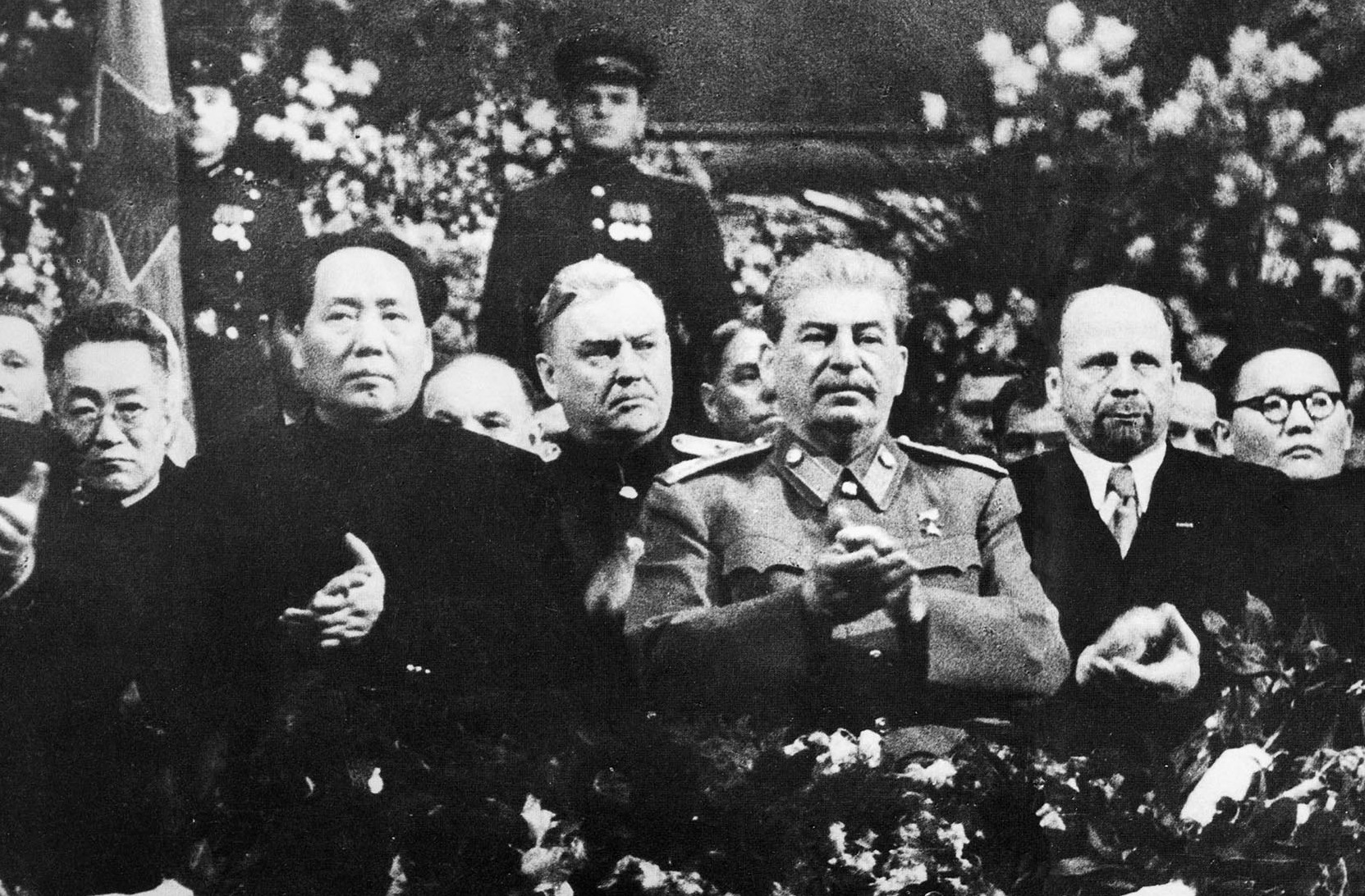
Mao Ce-tung na oslavách Stalinových sedmdesátin v Moskvě, prosinec 1949

Po pravé straně vedla dlouhá úzká chodba zpočátku do dvou ložnic (většinou sloužících k ubytování hostů) a nakonec do velké otevřené verandy, kde strávil mnoho času i v zimním období, kdy zde navzdory silnému chladu sedával s kabátem z ovčí kůže a kožešinovou čepicí. Na verandě také rád četl či krmil ptáky. Sovětský vůdce zřídkakdy opouštěl svou pracovnu, druhé patro dači vůbec nepoužíval i když na jeho objednávku zde byl instalován výtah. Toto patro bylo původně zamýšleno jako ubytování pro jeho dceru Světlanu, ale ta zde pobývala jen pár dní v roce.
Po Stalinově smrti se mělo stát z budovy muzeum, ale jeho nástupce Nikita Chruščov myšlenku zavrhl a dača zůstala několik desetiletí neobsazena.

## Současnost
Budova zůstává zahalena tajemstvím, neboť areál je oplocen a pro běžné návštěvníky uzavřen. Dača je stále zachována v dobrém stavu spolu se všemi Stalinovými osobními věcmi, včetně jeho pracovny se stolem a pohovkou, kde spal. Poté, co se v roce 2000 stal prezidentem Ruské federace, svolal Vladimír Putin nejmocnější ruské oligarchy do Kunceva, což Sergej Pugačov (účastník tohoto setkání) označil za „velmi symbolický krok“. Další účastník, Michail Chodorkovskij, poznamenal, že „Putin chtěl, abychom pochopili, že my jako velcí podnikatelé můžeme mít nějakou moc, ale není to nic ve srovnání s jeho mocí jako šéfa státu.“ (Chodorkovskij si „nevzal tuto zprávu k srdci“ a odpykal si 10 let vězení na základě obvinění z daňových úniků.)